# Gerry Ward
Gerald W. "Gerry" Ward (Bronx, Nueva York, 6 de septiembre de 1941) es un exjugador de baloncesto estadounidense que disputó cuatro temporadas de la NBA. Con 1,93 metros de altura, jugaba en la posición de escolta.

## Trayectoria deportiva

### Universidad
Jugó durante tres temporadas con los Eagles del Boston College, tras haber rechazado ofertas de Kentucky y de UCLA. En su temporada sénior llegó a promediar 20 puntos por partido, acabando su carrera con unos promedios de 15,7 puntos y 13,4 rebotes por partido. Fue galardonado con el Harry Stein Trophy, que premia al mejor jugador del año de Nueva Inglaterra. En 1970 fue incluido en el Salón de la Fama del Boston College, y en 2007, su camiseta con el número 40 fue retirada por su equipo como homenaje a su trayectoria.

### Profesional
Fue elegido en la quinta posición del Draft de la NBA de 1963 por St. Louis Hawks, donde apenas contó para su entrenador, Harry Gallatin, en la temporada que allí permaneció. Apenas disputó 24 partidos, con poco más de 5 minutos en cada uno, promediando 1,8 puntos y 0,9 asistencias por partido. Al año siguiente recaló en Boston Celtics, donde únicamente disputó 3 partidos, en una temporada en la que los Celtics se proclamarían a la postre campeones de la NBA.
En la temporada 1965-66 ficha por Philadelphia 76ers, donde puede por fin disponer de algún minuto más de juego, pero continúa siendo de los jugadores menos utilizados del banquillo. Al año siguiente es traspasado a Chicago Bulls, donde cuajaría su mejor actuación como profesional, al promediar 4,2 puntos y 2,4 rebotes por encuentro. Esa sería su última temporada en la liga. En el total de su trayectoria promedió 3,2 puntos y 1,7 rebotes por encuentro.

## Estadísticas de carrera en la NBA

### Temporada regular
| Temp.   | Edad | Equipo       | Liga | P   | TIT | MIN  | TC  | TCA | %TC  | 3P | 3PA | %3P | TL  | TLA | %TL   | R.OF. | R.DEF. | REB | ASIS | ROB | TAP | PER | FP  | PTS |
| 1963-64 | 22   | St. Louis    | NBA  | 24  |     | 5.8  | 0.7 | 2.2 | .302 |    |     |     | 0.5 | 0.7 | .647  |       |        | 0.9 | 0.9  |     |     |     | 1.1 | 1.8 |
| 1964-65 | 23   | Boston       | NBA  | 3   |     | 10.0 | 0.7 | 6.0 | .111 |    |     |     | 0.3 | 0.3 | 1.000 |       |        | 1.7 | 2.0  |     |     |     | 2.0 | 1.7 |
| 1965-66 | 24   | Philadelphia | NBA  | 66  |     | 12.7 | 1.0 | 2.9 | .354 |    |     |     | 0.6 | 0.9 | .650  |       |        | 1.3 | 1.2  |     |     |     | 2.5 | 2.6 |
| 1966-67 | 25   | Chicago      | NBA  | 76  |     | 13.7 | 1.5 | 4.0 | .381 |    |     |     | 1.1 | 1.8 | .630  |       |        | 2.4 | 1.7  |     |     |     | 2.2 | 4.2 |
| Total   |      |              | NBA  | 169 |     | 12.1 | 1.2 | 3.4 | .356 |    |     |     | 0.8 | 1.3 | .639  |       |        | 1.7 | 1.4  |     |     |     | 2.2 | 3.2 |

### Playoffs
| Temp.   | Edad | Equipo       | Liga | P  | MIN | TCA | TC | 3PA | 3P | TLA | TL | R.OF. | REB | ASIS | ROB | TAP | PER | FP | PTS | %TC  | %3P | %FT   | MIN  | PTS | REB | AST |
| 1963-64 | 22   | St. Louis    | NBA  | 6  | 16  | 5   | 10 |     |    | 1   | 1  |       | 0   | 2    |     |     |     | 5  | 11  | .500 |     | 1.000 | 2.7  | 1.8 | 0.0 | 0.3 |
| 1965-66 | 24   | Philadelphia | NBA  | 5  | 44  | 2   | 8  |     |    | 0   | 1  |       | 5   | 1    |     |     |     | 11 | 4   | .250 |     | .000  | 8.8  | 0.8 | 1.0 | 0.2 |
| 1966-67 | 25   | Chicago      | NBA  | 3  | 38  | 10  | 22 |     |    | 4   | 5  |       | 10  | 2    |     |     |     | 7  | 24  | .455 |     | .800  | 12.7 | 8.0 | 3.3 | 0.7 |
| Total   |      |              | NBA  | 14 | 98  | 17  | 40 |     |    | 5   | 7  |       | 15  | 5    |     |     |     | 23 | 39  | .425 |     | .714  | 7.0  | 2.8 | 1.1 | 0.4 |